# Поповяни
 Тази статия е за селото в Северна Македония.  За селото в България вижте Поповяне.  
Поповяни (на македонска литературна норма: Поповјани; на албански: Popojani) е село в Северна Македония, община Кичево.

## География
Селото е разположено в областта Горно Кичево в западните поли на Челоица.

## История
Според „Кичево в миналото си и сега“ Поповяни е заселено от арнаути дошли от Полога в XVIII век.
В XIX век Поповяни е село в Кичевска каза на Османската империя. В „Етнография на вилаетите Адрианопол, Монастир и Салоника“, издадена в Константинопол в 1878 година и отразяваща статистиката на населението от 1873 година Поповяни (Popoviani) е посочено като село с 15 домакинства с 35 жители мюсюлмани и 20 българи.
Според статистиката на Васил Кънчов („Македония. Етнография и статистика“) към 1900 година в Поповяни живеят 220 българи християни и 60 арнаути мохамедани.
На Етнографската карта на Битолския вилает на Картографския институт в София от 1901 година Поповяни е смесено село българи, помаци и албанци в Кичевската каза на Битолския санджак с 30 къщи.
Според митрополит Поликарп Дебърски и Велешки в 1904 година в Поповяне има 14 сръбски къщи. По данни на секретаря на Българската екзархия Димитър Мишев („La Macédoine et sa Population Chrétienne“) в 1905 година в Поповяни има 160 българи екзархисти.
След Междусъюзническата война в 1913 година селото попада в Сърбия.
На етническата си карта на Северозападна Македония в 1929 година Афанасий Селишчев отбелязва Поповяни като смесено българо-албанско село.
Църквата „Свети Атанасий“ е от 1990, а „Свети Никола“ – от 1993 година.
Според преброяването от 2002 година селото има 399 жители.
| Националност | Всичко |
| македонци    | 2      |
| албанци      | 397    |
| турци        | 0      |
| роми         | 0      |
| власи        | 0      |
| сърби        | 0      |
| бошняци      | 0      |
| други        | 0      |

От 1996 до 2013 година селото е част от Община Осломей.

## Личности
Родени в Поповяни
- поп Тома, пръв председател на Кичевската българска община в 1872 година, отровен от гръцки лекар по поръка на владиката Антим Дебърски[10]